# تنها پادشاه جنگل
تنها پادشاه جنگل (به تامیلی: Thanikattu Raja) فیلمی محصول سال ۱۹۸۲ و به کارگردانی وی. سی گوناتان است. در این فیلم بازیگرانی همچون راجینیکانت، سری دوی، سریپریا ایفای نقش کرده‌اند.